# Macaria fusca
Macaria fusca  ist ein Schmetterling (Nachtfalter) aus der Familie der Spanner (Geometridae). Die Art wird gelegentlich auch als „Braungraues Alpenspannerchen“ bezeichnet.

## Merkmale

### Falter
Die Flügelspannweite der männlichen Falter beträgt etwa 14 bis 18 Millimeter. Vorder- sowie Hinterflügel sind braungrau bis schwarzgrau gefärbt. Das gleichfarbige Mittelfeld ist durch undeutliche Querlinien abgegrenzt und mit einem schwarzen Diskalfleck versehen. Weibliche Falter haben etwa um die Hälfte schmalere sowie um zirka ein Viertel kürzere Flügel, wodurch sie in ihrer Flugfähigkeit stark eingeschränkt sind. Dies wird auch als Sexualdimorphismus bezeichnet. Die Hinterflügel zeigen eine verwaschene oder kaum erkennbare Zeichnung. Bei den  Männchen sind die Fühler kurz bewimpert.

### Raupe
Die Raupen sind kurz, dick, mit Querfalten versehen und von dunkler, rotbrauner Grundfärbung. Auf dem Rücken verläuft eine teilweise gelb gesäumte schwarze Rückenlinie. Außerdem besitzt sie gelbe Seitenstreifen.

## Verbreitung und Lebensraum
Die Art kommt in den Hochlagen von Gebirgen vor, so hauptsächlich in den Alpenländern, aber auch in Fennoskandinavien, im Ural sowie in Jakutien und Kamtschatka. Macaria fusca steigt bis auf Höhen von 3400 Metern. Hauptlebensraum sind karge Almwiesen und felsige Karstlandschaften.

## Lebensweise
Die männlichen Falter sind tagaktiv und fliegen im Sonnenschein auf der Suche nach den Weibchen. Diese sitzen meist ruhig in der Vegetation und fliegen nur gelegentlich sehr kurze Strecken. Hauptflugzeit sind die Monate Juli und August. Die Raupen ernähren sich von den Blättern verschiedener niedriger Pflanzen und überwintern.

## Gefährdung
In Deutschland kommt Macaria fusca nur in den bayerischen Alpen vor, hier jedoch gebietsweise zahlreich. Die Art wird auf der Roten Liste gefährdeter Arten als Art mit geographischer Restriktion geführt.